# 長野電鉄8500系電車
長野電鉄8500系電車（ながのでんてつ8500けいでんしゃ）は、長野電鉄の通勤形電車。東急電鉄で使用されていた8500系電車を譲受し、一部改造を施したものである。

## 概要
2005年（平成17年）に2000系と3500系非冷房車の置き換えおよびサービス向上を目的に東京急行電鉄（当時）より8500系8両（3両編成2本と部品取り用2両）を購入し、整備・改造の上導入された。同年9月2日より長野線（長野駅 - 信州中野駅間）で営業運転を開始した。これにより老朽化した3500系の幾つかの編成と一部の2000系が置き換えられた。

## 構造
0系・10系「OSカー」以来24年ぶりの20m級車両であり、0系以来39年ぶりに投入された4扉車両でもあるが、車齢は10系を5年余り上回っている。
8500系は長野電鉄では初の運転台にワンハンドル式主幹制御器を装備する界磁チョッパ制御車で、導入に当たっては行先表示器をLED式に交換、車内は蛍光表示管式の旅客案内表示装置が1両につき4か所のドア上に千鳥配置され、ドアチャイム、車椅子スペースが設置されたほか、ワンマン運転用に車内チャイム付自動放送装置も搭載されている。さらに降雪が多い地域での運転のため、客用ドアの凍結対策としてドアレールヒーター、ブレーキ力の低下を防ぐ耐雪ブレーキ装置、長時間停車時の車内保温対策として3/4ドアカット機構がそれぞれ追加された。またこれまで東急の車両が地方鉄道に譲渡された際、回生ブレーキ装備車の場合は使用停止にされる事例が多々見られたが、この8500系では回生ブレーキの失効速度を東急時代の22km/hから25km/hに変更することで回生ブレーキ機構を引き続き生かすこととしており、これに伴いブレーキシュー（制輪子）はレジン製から鋳鉄製に交換された。
外観については、中間車改造車や細かい改造箇所を除くと、東急の社紋が現在所属する長野電鉄の社紋に替えられた以外はほぼ東急時代の面影を残している。一部の編成は車体の帯の赤色が東急時代よりも暗い色調のものに変更されていたが2023年1月のT4編成全般検査出場時に東急時代に近い赤色に戻されたため、現在はすべての編成が明るい赤色になっている。
勾配用の抑速ブレーキは装備していないので30 - 40‰の勾配が連続する信州中野駅 - 湯田中駅間には入線できない。このため、1000系や2100系の代走には充当されない。
- 2013年5月頃より各編成の中間車両が弱冷房車に設定された。
- 2017年10月24日にT3編成が軽トラックと衝突して脱線する事故が発生したが、2018年1月20日より運用に復帰している。
- 2020年12月17日にT5編成が小河原踏切にて自動車と衝突する事故が発生。運用を離脱していたが、その後に復帰している。なお、この事故により信州中野寄りの前面スカートが破損し代替品が装備されるまで撤去された。
- 2011年までに合計9本を増備する計画であったが、東急側が8500系をインドネシアの首都ジャカルタの都市・近郊電車を運営するKRLジャボタベックに譲渡したため、長野電鉄としては2008年度分として2009年3月19日に3両編成2本を導入したのが最後となっている（この時点で6本）。
- 同社の計画変更により、新車の導入は2020年にデビューした3000系によって行われることとなった。

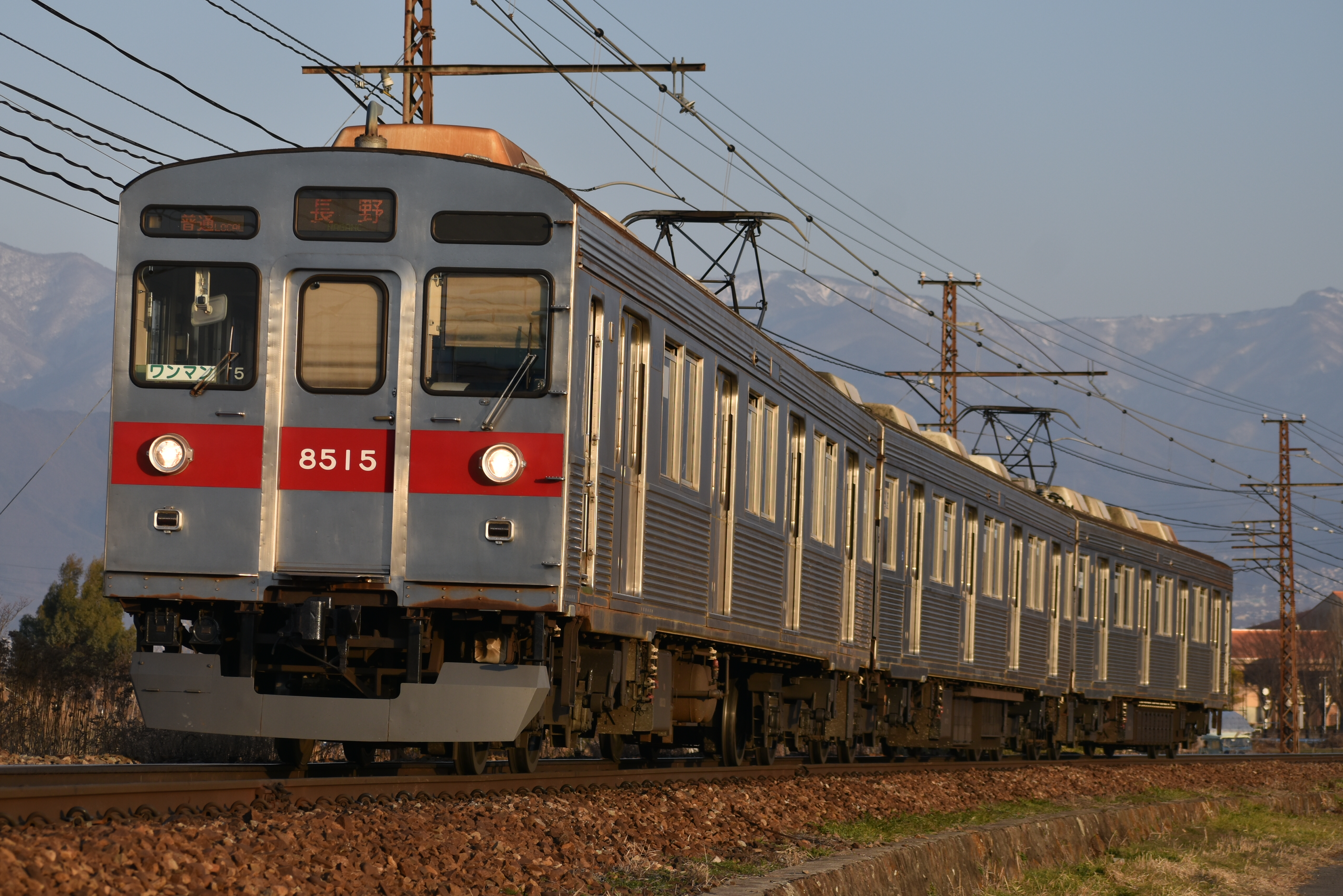
スカートを装備するT5編成
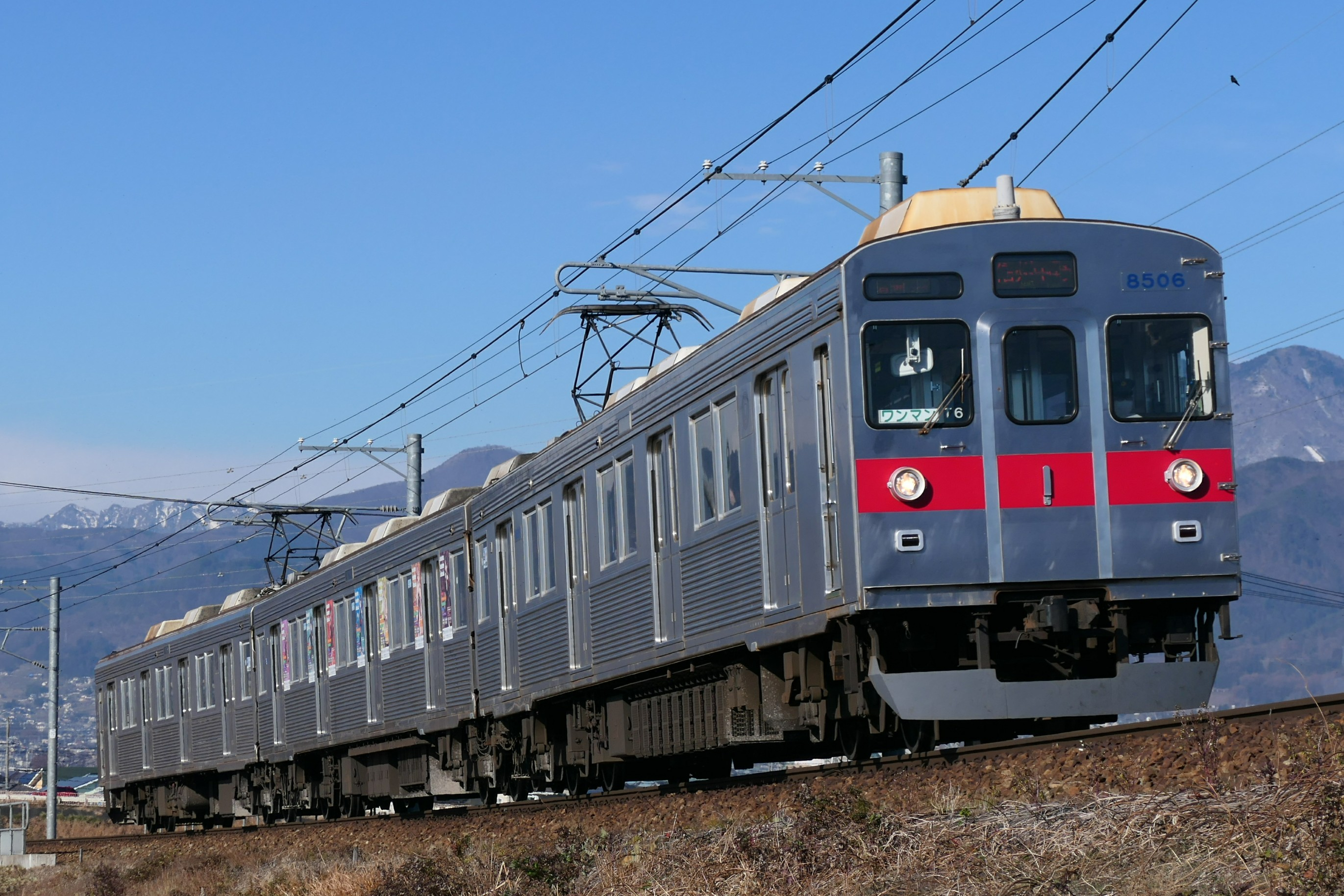
中間車改造車のT6編成
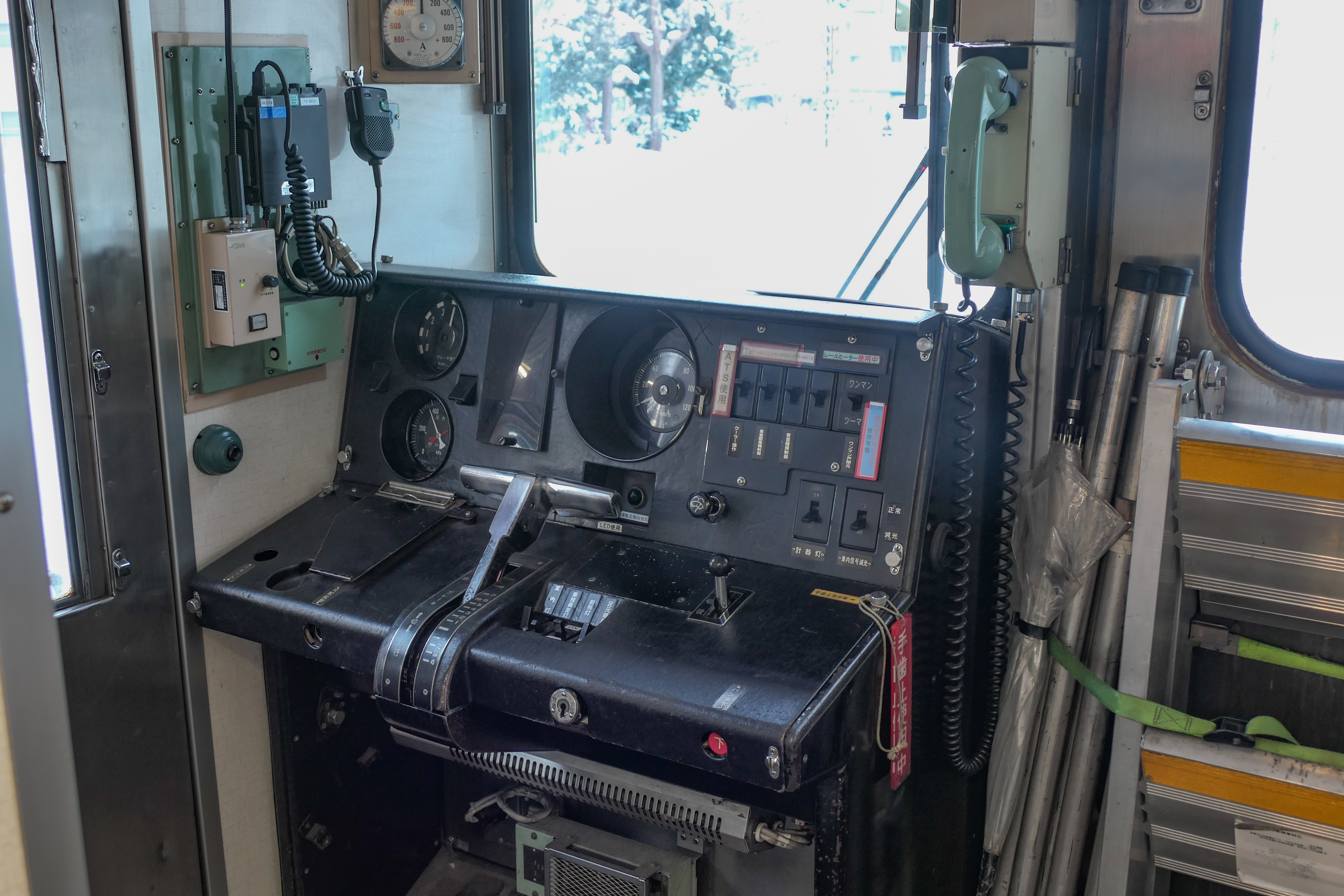
運転台
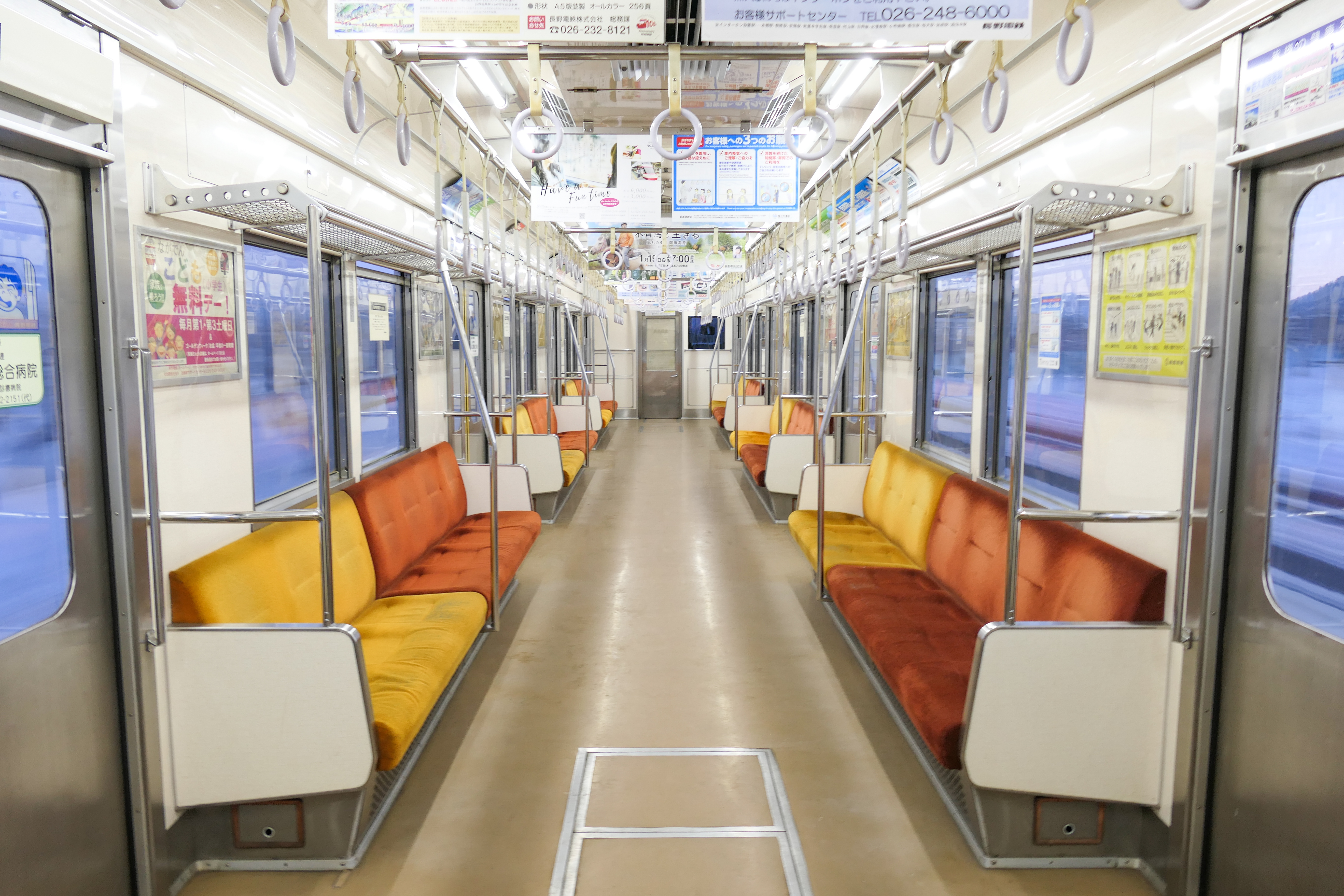
車内
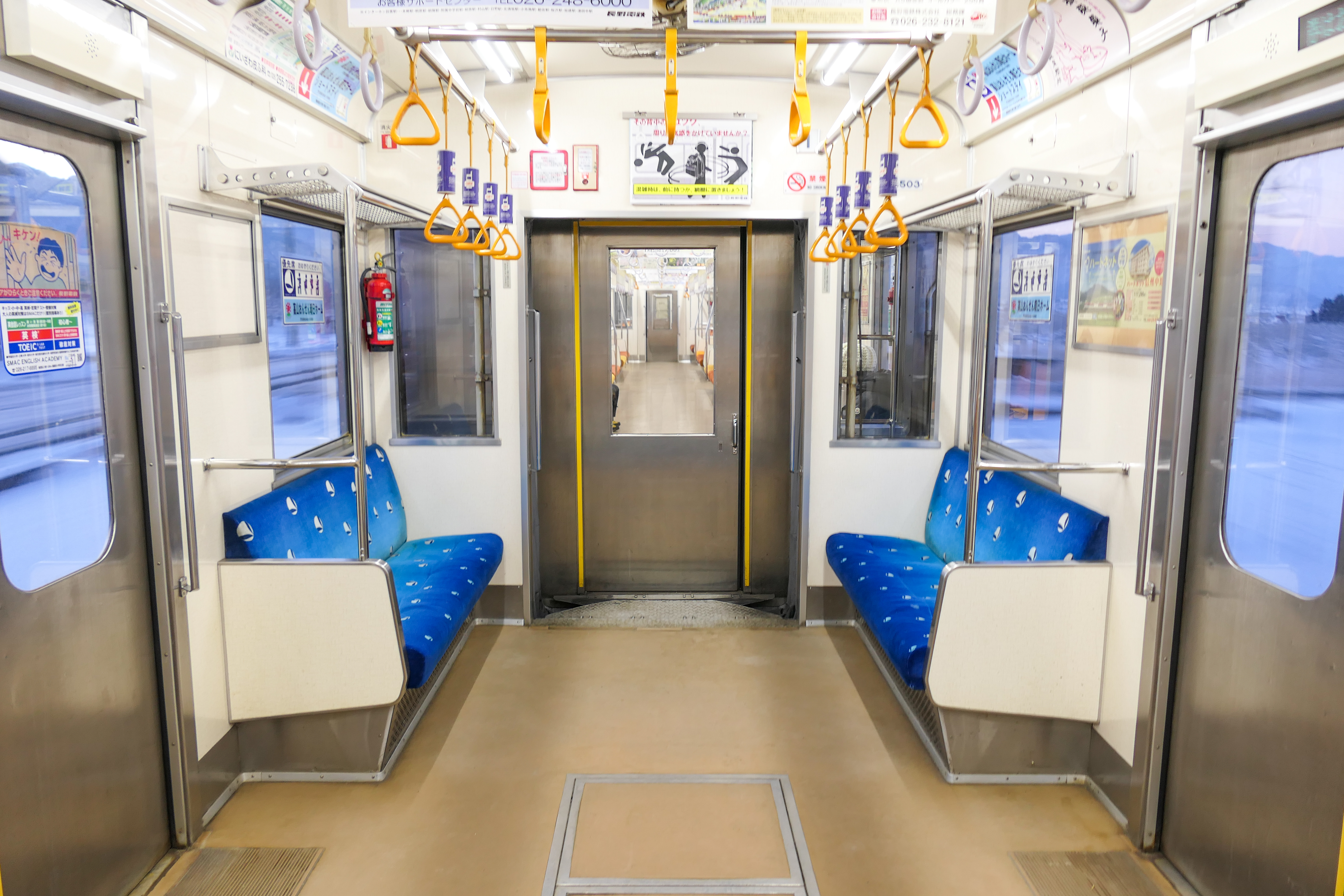
優先席
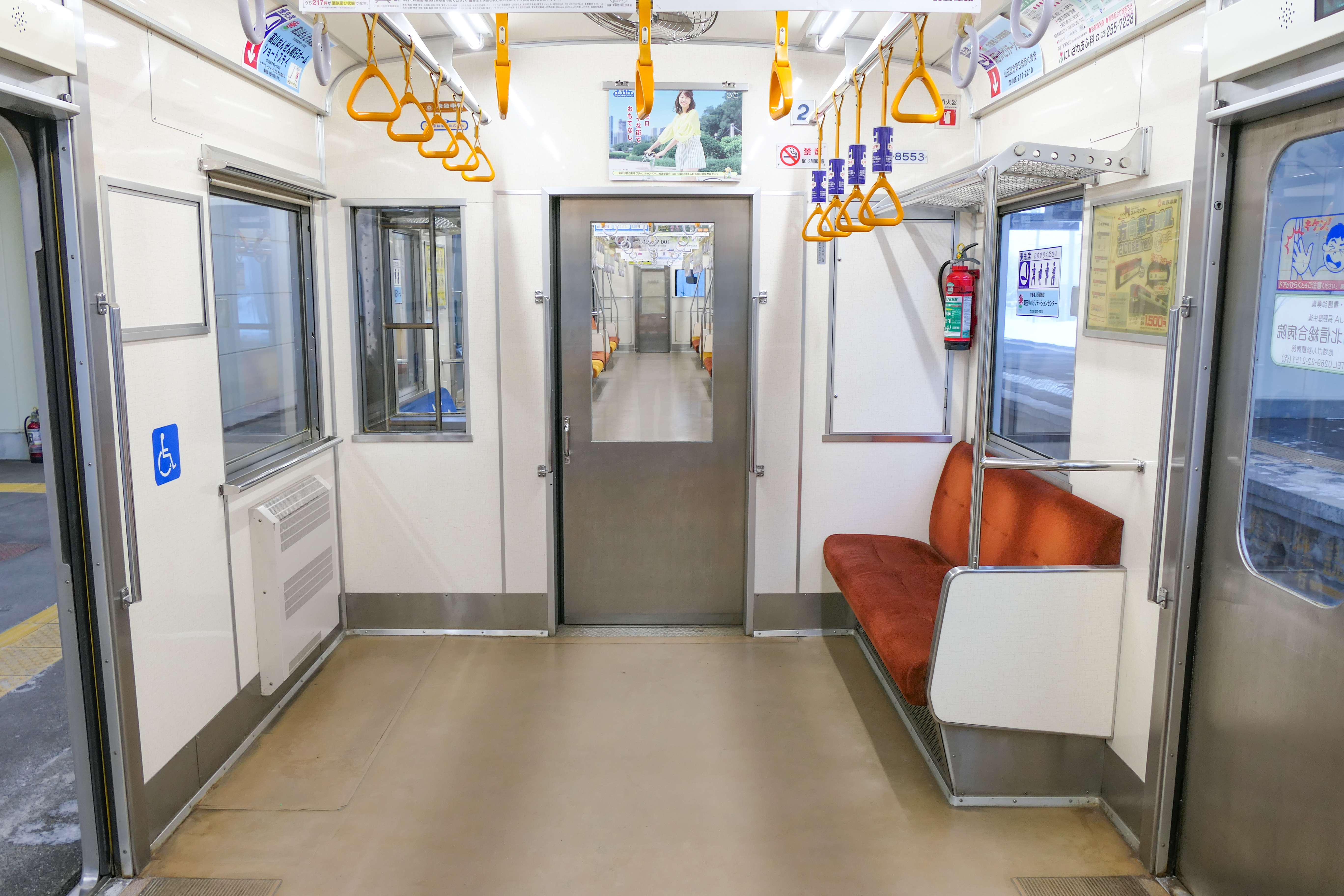
車椅子スペース
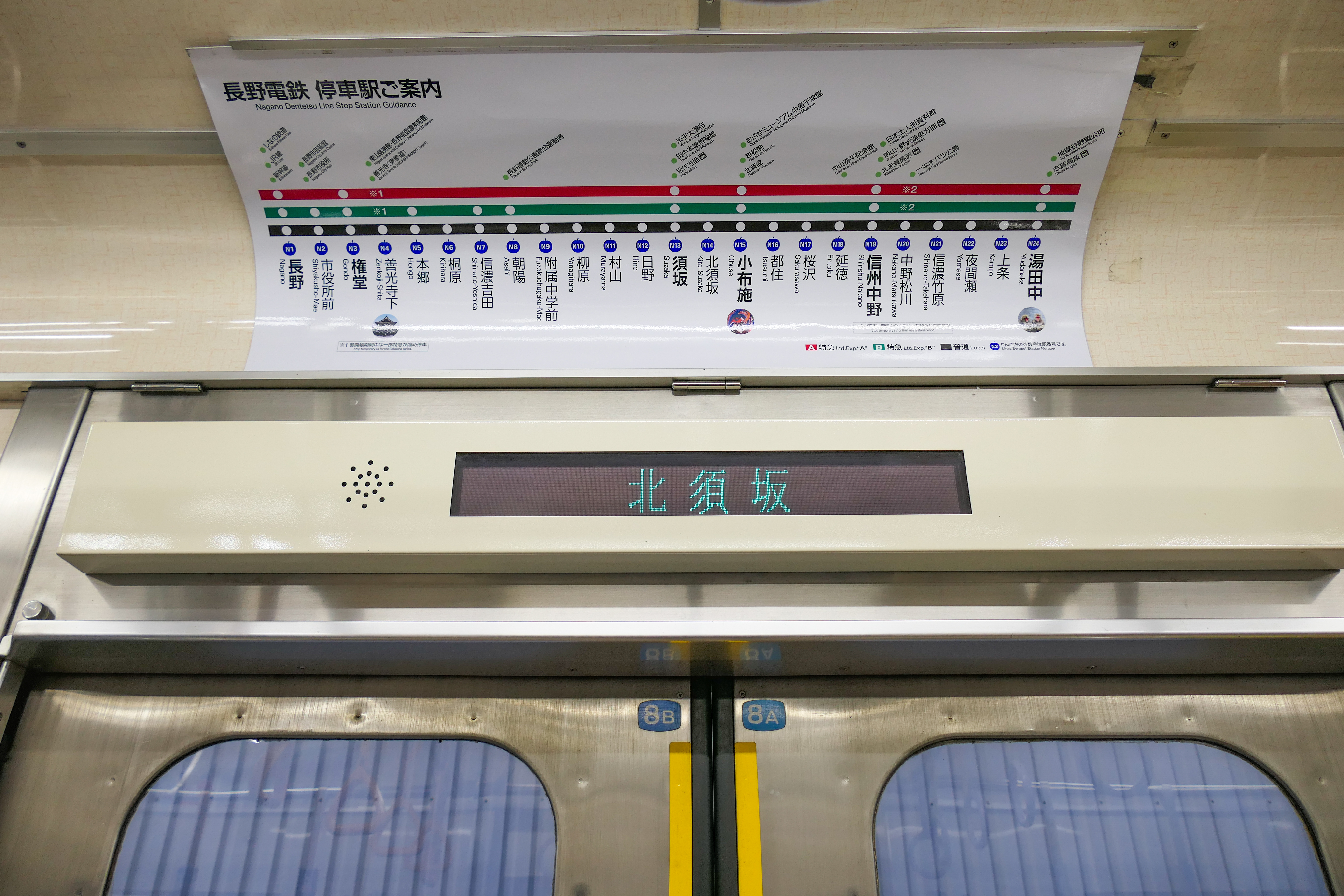
路線図・車内案内表示器

## 編成表
| 形式 | 形式 | ← （湯田中・）信州中野長野 → | ← （湯田中・）信州中野長野 → | ← （湯田中・）信州中野長野 → | 営業運転開始日 | その他                                                       |  |  |
| 形式 | 形式 | デハ8500 （MC1）             | サハ8550 （T）               | デハ8510 （MC2）             | 営業運転開始日 | その他                                                       |  |  |
| 機器 | 機器 | ■◇                           | MG                           | CP                           |                |                                                              |  |  |
| 編成 | T1   | デハ8501 （デハ8501）        | サハ8551 （サハ8903）        | デハ8511 （デハ8601）        | 2005年9月2日   | 前面窓Hゴムが白色                                            |  |  |
| 編成 | T2   | デハ8502 （デハ8502）        | サハ8552 （サハ8908）        | デハ8512 （デハ8602）        | 2005年9月2日   | -                                                            |  |  |
| 編成 | T3   | デハ8503 （デハ8503）        | サハ8553 （サハ8905）        | デハ8513 （デハ8603）        | 2006年9月3日   | -                                                            |  |  |
| 編成 | T4   | デハ8504 （デハ8505）        | サハ8554 （サハ8910）        | デハ8514 （デハ8605）        | 2006年9月3日   | -                                                            |  |  |
| 機器 | 機器 | ■◇                           | SIV                          | CP◇                          |                |                                                              |  |  |
| 編成 | T5   | デハ8505 （デハ8524）        | サハ8555 （サハ8920）        | デハ8515 （デハ8624）        | 2009年4月11日  | スカート装備 中部電力広告車                                  |  |  |
| 編成 | T6   | デハ8506 （デハ8730）        | サハ8556 （サハ8944）        | デハ8516 （デハ8841）        | 2009年4月11日  | 湯田中方のみスカート装着 先頭車は中間車から改造 宝塚大学広告 |  |  |

- ■は界磁チョッパ装置・主回路制御器（1C8M）搭載
- ◇は長野方に(T5編成以降はデハ8510形の信州中野方にも)菱形パンタグラフを搭載。
- 長野電鉄では、当形式導入以降運転台を有する制御電動車を「デハ」、運転台のない中間電動車を「モハ」と呼称している（形式称号改正による）が、当形式には「モハ」は存在しない。
- （ ）内は東急時代の車両番号。デハ8501 - 8503は、譲渡前と車両番号が同一である。
- 最後に導入されたT6編成の先頭車は中間車からの改造車で、ヘッドマーク装着台座が設置されておりイベント時などに使用される。
- T1 - T3編成は同社が元東急5000系を譲り受けた2500系2600番台（3両編成）と編成番号が同一である。
- T5編成のスカートは元々信州中野方にも装着されていたが、2020年12月17日に須坂〜北須坂間で発生した踏切事故以降長野方面のみ装着している。
- 2019年5月31日から2023年6月9日までT2編成が鉄道むすめ「朝陽さくら」のラッピング列車として運行されていた[1]。
- T4編成は2025年5月21日に発生したビニールハウス列車衝突事故により、現在運行を休止している。

## 今後の予定

### 置き換え計画
信濃毎日新聞によると、長野電鉄は2022年2月25日、同社で運行する通勤電車を2028年度までに3000系などの省電力車両に置き換える方針を明らかにした。長野電鉄が設定した主要KPI（重要業績評価指標）によれば、報道時点（2022年2月26日）にて保有する全45両に占める省電力型の割合を20%から、2028年度までに73%に引き上げることを目標とした。この数字を具体的に当てはめると、当時すでに置き換えが発表されていた3500系2連2本、省電力20%を補う新形式の3000系3連3本、特急電車であるため今回の目標の対象外となる1000系4連2本、2100系3連2本を省き、残りの在籍数を18両とした場合、本系列3連6本（全編成）が置き換え対象になることが示唆されている。時系列が若干前後するものの、2021年に行われた信濃毎日新聞の取材に対し長野電鉄は「製造後20年程度で全長18m級、車体幅2800mm、2 - 3両編成への短編成化改造が容易」な車両を希望しているとしている。